# 3 sẵn sàng
Ba Sẵn sàng là phong trào thi đua do ban chấp hành thành đoàn Hà Nội phát động trong những năm 60 của thế kỉ 20 nhằm khơi dậy tinh thần yêu nước của học sinh sinh viên Hà Nội. Phong trào nhanh chóng lan rộng ra khắp miền bắc Việt Nam và trở thành phong trào thi đua yêu nước của thế hệ trẻ thời bấy giờ.

## Bối cảnh
Sau liên tiếp các thất bại của các chiến lược quân sự Chiến tranh đơn phương và Chiến tranh đặc biệt, Hoa Kỳ chuyển sang chiến lược Chiến tranh cục bộ đồng thời sử dụng không quân và hải quân tấn công Miền Bắc Việt Nam.
Trước tình hình đó Thành Đoàn Hà Nội đã phát động phong trào 3 Bất Kỳ nhằm khơi dậy và phát triển tinh thần yêu nước bảo vệ tổ quốc của thanh niên Hà Nội.
Tháng 5/1964, diễn ra cuộc họp ban chấp hành đoàn trường Đại học Sư phạm Hà Nội, cuộc họp đi đến thống nhất đổi tên phong trào 3 bất kỳ thành 3 sẵn sàng và được Thành Đoàn thông qua nhằm nhân rộng trong toàn thành phố Hà Nội. Sau đó, tại nghĩa trang Mai Dịch, ban chấp hành đoàn trường Đại học Sư phạm Hà Nội đã chính thức phát động phong trào 3 sẵn sàng trong tập thể nhà trường.
Tối 9/8/1964, tại hội trường Bộ công nghiệp nặng, Ban chấp hành Thành đoàn Hà Nội đã chính thức phát động phong trào thanh niên "3 sẵn sàng" chống Mỹ cứu nước trong toàn thành phố.
Năm 1965, Hoa Kỳ tăng cường tấn công miền bắc Việt Nam bằng không quân với suy nghĩ sẽ đưa miền bắc Việt Nam quay về "thời kì đồ đá". Trước tình hình mới Thành đoàn Hà Nội đã xác định nhiệm vụ của thanh niên là: sản xuất và bảo vệ sản xuất, chiến đấu và sẵn sàng chiến đấu, học tập và rèn luyện đồng thời thay đổi nội dung phong trào 3 sẵn sàng.

## Nội dung phong trào
- Sẵn sàng chiến đấu và chiến đấu dũng cảm
- Sẵn sàng gia nhập lực lượng vũ trang
- Sẵn sàng đi bất cứ nơi đâu, làm bất cứ điều gì mà Tổ Quốc cần.[1][2]

## Ảnh hưởng của phong trào
Phong trào 3 sẵn sàng được ví như "mồi lửa" đã thắp sáng tinh thần cách mạng của thanh niên, học sinh, sinh viên Hà Nội vốn đã như "củi khô" chờ được đốt cháy.
Sau khi phong trào được phát động, ngay trong tuần đầu tiên đã có hơn 80.000 thanh niên hà nội đăng ký nhập ngũ vào các lực lượng vũ trang nhân dân, và trong một khoảng thời gian ngắn con số này lên đến hơn 200.000.
Từ 1 phong trào phát động trong thanh niên Hà Nội, phong trào 3 sẵn sàng đã lan rộng ra toàn miền Bắc Việt Nam trở thành phong trào thi đua yêu nước của thế hệ trẻ Việt Nam thời bấy giờ.